# ファン・パロンド
ファン・マヌエル・ロドリゲス・パロンド（スペイン語: Juan Manuel Rodríguez Parrondo、1964年1月9日 - ）は、スペインの物理学者。マドリード・コンプルテンセ大学教授。

## 来歴
1964年1月9日に生まれ、マドリード・コンプルテンセ大学にて学び、1987年7月14日に卒業した。
母校であるマドリード・コンプルテンセ大学に採用され、1987年10月29日より勤務した。なお、マドリード・コンプルテンセ大学の大学院にも進学しており、1992年3月17日に大学院を修了した。

## 研究
2つの期待値が負であるゲームを組み合わせたゲームの期待値が、正になるものがあるというパロンドのパラドックスで知られる。専門は統計物理学、熱力学。また、情報理論の熱力学的研究でも知られている。

## 略歴
- 1964年 - 誕生[1]。
- 1987年 - マドリード・コンプルテンセ大学卒業[1]。
- 1987年 - マドリード・コンプルテンセ大学採用[1]。
- 1992年 - マドリード・コンプルテンセ大学大学院修了[1]。

## 外部サイト
- Home | home - 公式ウェブサイト
- Juan Manuel Rodriguez Parrondo - LinkedIn
- Juan M Rodriguez Parrondo (jmparrondo) - Facebook
- Juan MR Parrondo (@JMRParrondo) - X（旧Twitter）
- Juan MR Parrondo - YouTubeチャンネル
- Juan MR Parrondoの出版物 - ResearchGate